# Xenopelopia falicgera
Xenopelopia falicgera är en tvåvingeart som först beskrevs av Jean-Jacques Kieffer 1911.  Xenopelopia falicgera ingår i släktet Xenopelopia och familjen fjädermyggor. Inga underarter finns listade i Catalogue of Life.